# Siegerlandhütte
Die Siegerlandhütte ist eine Alpenvereinshütte der Sektion Siegerland des Deutschen Alpenvereins. Sie liegt in 2710 m Höhe unmittelbar am Fuß einiger Dreitausender der Stubaier Alpen im Talschluss des Windachtales östlich von Sölden im Ötztal.

## Geschichtliches
Die Sektion Siegerland erbaute von 1911 bis 1914 zuerst die Marburg-Siegener Hütte in den Sarntaler Alpen. Diese wurde jedoch, wie alle anderen Hütten des Deutschen und Österreichischen Alpenvereins (DuOeAV) auf italienischem Boden, nach Ende des Ersten Weltkriegs von Italien beschlagnahmt. Um Ersatz zu schaffen, entschied man sich 1925 für einen Neubau im hinteren Windachtal östlich von Sölden im Ötztal. Die Finanzierung wurde durch Mitgliederspenden und Zuschüsse seitens des DuOeAVs sowie der Stadt und dem Landkreis Siegen gesichert. Die Bauarbeiten erfolgten in den Sommern 1928 und 1929. Nach dem Ende des Zweiten Weltkriegs wurde die Siegerlandhütte zeitweilig beschlagnahmt und bis zur Rückgabe 1956 vom Österreichischen Alpenverein treuhänderisch verwaltet.
Die Siegerlandhütte gilt als mustergültige Hütte des Deutschen Alpenvereins. Im Sommer 2010 wurde die neue Wasserturbine mit ca. 6 kW Leistung in Betrieb genommen. Die Hütte verfügt aktuell (Stand 2016) über 28 Zimmerlager/Betten und 21 Matratzenlager/Betten mit Etagendusche. Der Winterraum bietet einen Essraum und sechs Schlafplätze. In der Gaststube finden ca. 50 Personen Platz.
Durch die Klimaveränderung und die zu geringen Schneemengen in den Alpen fehlte das notwendige Wasser für die Stromerzeugung mit Wasserkraft oft bereits zur Mitte der Hütten-Saison. Um die Energieversorgung auch in Zukunft zu sichern, musste die Sektion Siegerland des DAV auf der Siegerlandhütte 2023 eine Photovoltaikanlage errichten.
Im Sommer 2008 wurde der alte Schuppen durch ein neues Nebengebäude ersetzt, in dem auch der gut ausgestattete Winterraum integriert ist. Er war bis dahin im Keller der Hütte untergebracht. Durch die etwas abgeschiedene Lage und die relativ weiten Wege dorthin ist die Siegerlandhütte bis heute von den Begleiterscheinungen des Massentourismus verschont geblieben.
Bewirtschaftet wird die Hütte seit Sommer 2015 durch Edeltraud Fiegl und Raimund Gritsch. Ihre Vorgänger waren über viele Jahre Veronika und Hermann Fiegl.

## Aufstieg
- von Sölden im Ötztal, Gehzeit: 5–6 Stunden
- Südtirol v. Moos (Schönau), Gehzeit: 4 Stunden

## Touren von der Siegerlandhütte
- Zuckerhütl, 3505 m, Gehzeit: 4 Stunden
- Sonklarspitze, 3444 m, Gehzeit: 2¾ Stunden
- Schrakogel, 3135 m, Gehzeit: 4 Stunden
- Schwarzwandspitze, 3358 m, Gehzeit: 2½ Stunden
- Gaiskogel, 3129 m, Gehzeit: 2¾ Stunden
- Scheiblehnkogel, 3060 m, Gehzeit: 1½ Stunden
- Hinterer Kitzkogel, 3063 m, Gehzeit: 2¾ Stunden

## Klettermöglichkeiten
- Klettergarten in der Nähe der Hütte

## Übergang zu anderen Hütten
- Hildesheimer Hütte (2899 m) über das Gamsplatzl in 3 Stunden
- Hochstubaihütte (3173 m)
- Becherhaus (3195 m) über die Sonklarspitze oder Windach- und Schwarzwandscharte in 5½ Stunden (Gletschertouren)
- Müllerhütte (3148 m), Gehzeit 4½ Stunden
- Fieglhütte (1959 m), Gehzeit 3 Stunden
- Brunnenkogelhaus (2735 m) durch das Windachtal und über das Schönkar in 5 Stunden
- Schneeberghütte (2355 m) über Windachscharte, Schwarzsee und Karlscharte in 4 Stunden
- Sulzenauhütte (2191 m), über den Pfaffensattel in ca. 5 Stunden (nur für Geübte)